# کشنده‌قارچان
کشنده‌قارچان (نام علمی: Amanitaceae) نام یک تیره از راسته قارچ‌های تیغک‌دار است.